# 大花どん
大花 どん（おおはな どん）は、日本の女性声優。主にアダルトゲームに声をあてている。

## 人物
芸名は、「大きな花がどーんと咲くと良いな」という理由で付けた。

## 出演
太字は主役・メインキャラクター。

### ゲーム
2002年
- 学園カウンセラー（本田 奈津実）
- しーしーしんどろーむ（桜 美咲）
- 尽くしてあげちゃう4 〜私たちの蜜月〜（小路 姫子）
- 人妻姫倶楽部（川崎 奈々）
- ふくらみかけ（清瀬 つぼみ）
- 召しませアイドル（葵 恭香）
- 私に今夜☆会いに来て2 〜お嫁さんは姫巫女☆〜（花屋敷 こるり）

2003年
- InfantariaXP（ミリア=シャーリー）
- Casual Romance Club -L'etude de I'amour-（遊佐 倫子）
- アネもネ（しの）
- おしかけ☆はーれむ（ティナ・マクファーソン）
- お姫様を落とせ!（葵 恭香）
- 女の子のヒミツ（平本 柾美）
- ジュエルナイツ・クルセイダーズ（大原 ひすい）
- 娼女接待（仲手川 真珠）
- せふれ☆しんどろーむ（桜 美咲）
- 人妻×人妻3 〜ここは人妻ま〜けっと!〜（野乃 ハナ）
- どきどきクローゼット（楢原 透）
- どきどきビーチ! 〜胸騒ぎの予感〜（木下 久美子）：あいあい
- ふくらみかけ りた〜んず（清瀬 つぼみ）
- 僕と彼女とココロの欠片（宇佐美 響子）
- みんなに今夜☆会いに来て 裏木戸のカギは一つ（花屋敷 こるり）
- 萌えッ娘ナース（道明寺 朱菜）

2004年
- おしかけ☆はーれむ ハードパーティー（ティナ・マクファーソン）
- 帰ってきた尽くしてあげちゃう2（篠原 むつみ）
- 機甲少女隊ガールズフォース（ミオ・ニシザキ）
- こころちゃんの☆秘密診療ファイル（三名瀬 こころ）
- 仔猫同盟（安曇 静子）
- 小雪の朱 〜コユキノアカ〜（上村 蕗乃）
- 婚約はじめました（大島 さくら）
- ジェミニ（森永 優奈）
- 女王様と小悪魔（奈々緒 莉菜）
- Sweet Hearts（一ノ宮 彩雲）
- ナイトウィザード 魔法大戦 〜The Peace Plan to Save the World〜（細 セイム、姉元 櫻）
- ねがぽじ 〜お兄ちゃんと呼ばないでっ!!〜（広場 ひなた）
- メイクラヴ・ジャンキース（真田 陽子）
- 弄ing 〜もてあそばれたい〜（有賀 瑞紀）
- Like Life（竜胆寺 絆、起留）

2005年
- 秋色恋華（戸倉 真由）
- 秋色謳華（戸倉 真由）
- 看護しちゃうぞ3 〜看護婦さんは甘えんぼ〜（片瀬 里穂）
- キャッスルファンタジア・アリハト戦記（アルテア=フェリル）
- 鎖 -クサリ-（片桐 恵）
- Tears to Tiara（エポナ）
- 裸エプロン学園（柘植 春奈）
- 昼は別の顔（蘭 藍子）
- L'Heure Bleue 〜ルール・ブルー〜（ルイ-Louis-）

2006年
- あるぺじお 〜きみいろのメロディ〜（泡坂 晴）
- おまな2 おまえんち萌えてるぞ（氷室 レイナ）
- 波の間に間に 〜さざなみ診療所〜（浅葱 遙）
- ぱちぱちサーキット 〜やっぱレースクイーンは「速い男」が好きな訳よ〜 （三枝 雫）
- PRINCESS WALTZ（リーゼル=ヘンゼル、金田 理子）

2007年
- いつか、届く、あの空に。（御前）
- うつりぎ七恋天気あめ（鷺ノ宮 ひより）
- きみはぐ（高井 亜子）
- 最果てのイマ フルボイス版（伊月 笛子）
- はっぴぃプリンセス（御名方 ありす）
- プリミティブリンク（泉 六花）

2008年
- 蒼海の皇女たち（リノ・バーデ）
- 暁の護衛（ツキ）
- 暁の護衛〜プリンシパルたちの休日〜（ツキ）
- Palmyra（ウァバラトゥ）
- 夢見白書（こよみ）
- 夢見白書〜Second Dream〜（こよみ）
- 春色こみゅにけ〜しょん（円行寺 燁子）
- はっぴぃプリンセス 〜Another Fairytale〜（御名方 ありす）

2009年
- 俺たちに翼はない（日野 英里子）
- 夏色さじたりうす〜浜井原学園弓道部〜（香月 理沙）
- 姫様ご命令を!（月乃・リオネッタ・不知火）
- はぴとら -Happy Transportation-（ライカ・ロバーツ）

2010年
- 暁の護衛〜罪深き終末論〜（ツキ）
- 鋼鉄の魔女アンネローゼ（ミチコ=フルーレティ）
- 処女はお姉さまに恋してる2人のエルダー（度會 史）
- 世界征服彼女（アルメンドラ）
- 超時空爆恋物語〜door☆pi☆chu〜（卑弥呼）[2]

2011年
- LILITH-IZM06 〜デジアニメwithリリー&リリア外伝〜（ミチコ=フルーレティ）
- デュエリスト×エンゲージ（南 千代子）
- relations sister×sister.（霧島 静）[3]
- 恋騎士 Purely☆Kiss（ベルナデット＝ヴィルブルグ）[4]
- World Wide Love! 世界征服彼女ファンディスク（アルメンドラ）[5]
- あっぱれ!天下御免（佐東 はじめ）[6]

2012年
- 暁の護衛 トリニティ（ツキ）[7]
- 創世奇譚アエリアル（星海 凪）[8]
- あっぱれ!天下御免［祭］（佐東 はじめ）[9]

2013年
- ミライセカイのプラネッタ（三ッ城 さやか）[10]
- 恋せよ!!妹番長（周防院 蓮華/乃神 影那）[11]
- 乙女理論とその周辺 -Ecole de Paris-（華 花）[12]
- 戦国†恋姫〜乙女絢爛☆戦国絵巻〜（樋口 愛菜 兼続）[13]

2014年
- 暁の護衛トリニティコンプリートエディション（ツキ）

2015年
- 幻のディストピア（北条 瑠璃子）[14]
- サクラノ詩 -櫻の森の上を舞う-（川内野 優美）[15]

2016年
- 戦国†恋姫X〜乙女絢爛☆戦国絵巻〜（樋口 愛菜 兼続[16]）

2022年
- 真・恋姫†英雄譚4 〜乙女耀乱☆三国志演義［呉］〜（陳宮[17]）
- 搾精病棟〜邪悪なるお局ナースが潜む病院で調教生活〜（アマミヤ[18]）
- 搾精病棟〜凶悪なる看護師長が支配する病院の深淵へ潜入捜査〜（アマミヤ[19]）

2022年
- 真・恋姫†英雄譚外伝 -白月の灯火-（陳宮）

### アダルトアニメ
- HEARTWORK（朝倉雅美）
- Princess Holiday 〜転がるりんご亭千夜一夜〜（2004年、ディアナ・ペシュカ・ホリー・エリンギ）
- 吸尻鬼 上巻 淫肛を渇望する一族（2011年、小野原みかげ）
- 搾精病棟 THE ANIMATION 〜タチバナ編〜（2021年、アマミヤ[20]）
  - 搾精病棟 THE ANIMATION 第2巻 ～クロカワ編～（2022年、アマミヤ[21]）
  - 搾精病棟 THE ANIMATION 第3巻 ～ヤマグチ編～（2022年、アマミヤ[22]）

### ドラマCD
- Like Life an hour〜冬と祭と解けたリボン〜（2005年、竜胆寺 絆、起留）

## ラジオ
- テリらじ（2007年10月22日 - 2009年3月16日）

### ラジオCD
- テリらじみゅ〜じあむ vol.1（2008年8月15日）
- テリらじみゅ〜じあむ vol.2（2009年5月27日）

## キャラクターソング・企画CD
| 発売日   | 商品名                                                     | 歌 | 楽曲               | タイアップ                                                      |
| 2009年   | 2009年                                                     | 2009年 | 2009年             | 2009年                                                          |
| -------- | ---------------------------------------------------------- | --- | ------------------ | --------------------------------------------------------------- |
| 9月25日  | はぴとら -Happy Transportation- オリジナルサウンドトラック | ライカ（大花どん） | 「My Story」       | PCゲーム『はぴとら -Happy Transportation-』ライカ編エンディング |
| 2011年   |                                                            | |                    |                                                                 |
| 11月11日 | PURPLE SOFTWARE SOUND CHRONICLE                            | 泉六花（大花どん） | 「Quiet night」    | PCゲーム『プリミティブリンク』関連曲                            |
| 11月11日 | PURPLE SOFTWARE SOUND CHRONICLE                            | 春野ゆめ（風音）、ティエラ＝モレーニ（倉田まりや）、リコフェリア＝デュエンデ（木村あやか）、シオン（鏡詩音）、泉六花（大花どん） | 「lovable colors」 | PCゲーム『プリミティブリンク』関連曲                            |